# Mistrzostwa Polski w Boksie 2015
Mistrzostwa Polski w Boksie Mężczyzn 2015 – 86. edycja mistrzostw, która odbyła się w dniach 4–9 maja 2015 roku w Hali Szczecińskiego Domu Sportu w Szczecinie.

## Medaliści
| Kategoria:                       | Złoto:                                   | Srebro:                              | Brąz:                                                                            |
| waga papierowa (do 49 kg)        | Dawid Jagodziński (Astoria Bydgoszcz)    | Jakub Słomiński (Wda Świecie)        | Mariusz Koch (RKS Łódź) Daniel Tarka (Tygrys Elbląg)                             |
| waga musza (do 52 kg)            | Maciej Jóźwik (Skorpion Szczecin)        | Tomasz Karyś (RUSHH Kielce)          | Przemysław Jańczuk (Akademia Walki Warszawa) Krzysztof Rydyński (Olimp Szczecin) |
| waga kogucia (do 56 kg)          | Tomasz Resól (Skorpion Szczecin)         | Daniel Żaboklicki (Legia Warszawa)   | Adrian Kowal (Olimp Lublin) Marek Pietruczuk (Victoria Ostrołęka)                |
| waga lekka (do 60 kg)            | Dawid Michelus (Kontra Elbląg)           | Mateusz Polski (Róża Karlino)        | Radomir Obruśniak (Róża Karlino) Tomasz Smerdel (Gwarek Łęczna)                  |
| waga lekkopółśrednia (do 64 kg)  | Daniel Adamiec (RUSHH Kielce)            | Kazimierz Łęgowski (Bokser Chojnice) | Sebastian Konsek (RMKS Rybnik) Łukasz Niemczyk (Champion Chojnów)                |
| waga półśrednia (do 69 kg)       | Mateusz Kostecki (Desant Kraków)         | Przemysław Zyśk (SAKO Gdańsk)        | Maksymilian Gibadło (BUDO Krosno) Tomasz Kot (Rushh Kielce)                      |
| waga średnia (do 75 kg)          | Kamil Gardzielik (Copacabana Konin)      | Bartosz Gołębiewski(DKB Dzierżoniów) | Szymon Hamerski (Zawisza Bydgoszcz) Paweł Rumiński (Legia Fight Club)            |
| waga półciężka (do 81 kg)        | Arkadiusz Szwedowicz (Skorpion Szczecin) | Mateusz Tryc (Hetman Białystok)      | Jordan Kuliński (Start Włocławek) Łukasz Stanioch (Skorpion Szczecin)            |
| waga ciężka (do 91 kg)           | Igor Jakubowski (Zagłębie Konin)         | Michał Olaś (Legia Fight Club)       | Krystian Kawalerski (Olimp Szczecin) Bartłomiej Krasuski (Broń Radom)            |
| waga superciężka (powyżej 91 kg) | Paweł Wierzbicki (Boxing Sokółka)        | Mateusz Figiel (Hetman Białystok)    | Michał Wasiak (SAKO Gdańsk) Marcin Śnitko (Tygrys Elblag)                        |